# Leke
Leke is een dorp in de Belgische provincie West-Vlaanderen en een deelgemeente van de stad Diksmuide, het was een zelfstandige gemeente tot aan de gemeentelijke herindeling van 1977. Leke is een landelijk dorp waarvan de dorpskern 8 kilometer van Diksmuide-centrum verwijderd is.

## Geschiedenis
Leke is gelegen op de grens van het West-Vlaams poldergebied en Zandlemig Vlaanderen op een hoogte van ongeveer 3 meter. Hoewel vroegere bewoning niet uitgesloten kan worden, werd Leke pas voor het eerst schriftelijk vermeld in 1119. De naam zou van het Germaans Laku komen (vergelijk en: Lake) en een moerassig gebied aanduiden. In 1145 was Leke al een zelfstandige parochie die afgesplitst was van die van Vladslo. Het patronaatsrecht berustte bij de Gentse Sint-Pietersabdij. Bestuurlijk bleef Leke een onderdeel van de heerlijkheid Ter Heyde die zijn zetel in Vladslo had.
Gedurende de 13e en 14e eeuw bedreef men de lakennijverheid, maar in 1384 werd het recht hiertoe verboden en werd Leke weer een landbouwdorp. Tijdens de Vlaamse Opstand tegen Maximiliaan in 1488 werd Leke door aan Maximiliaan trouwe troepen vanuit Diksmuide geplunderd, waarbij ook de kerk in brand werd gestoken. In de 16e eeuw liep de bevolking sterk terug, en had het dorp ook te lijden onder de godsdiensttwisten. Omstreeks 1647 waren het de Franse troepen die de streek onveilig maakten. Van 1695-1696 had men dan weer te maken met overstromingen. In 1706 volgden dan weer militaire inundaties vanwege de Spaanse Successieoorlog. Niettemin kwam het dorp tijdens de 18e eeuw weer enigszins tot bloei. In 1779 werden de toegangswegen naar Leke verhard.
In de 19e eeuw was de verbouw en verwerking van vlas een belangrijke activiteit. Omstreeks 1848 was er een crisis in deze nijverheid. De bewoners werden daarna vaak seizoenarbeider en ook de productie van kant kende een bloei van 1900-1914. Het katholieke onderwijs werd gegeven door van Pittem afkomstige zusters, die omstreeks 1900 in het dorp actief waren.
Vanaf 1907 tot 1952 was Leke aangesloten op het buurtspoorwegnet.
De Eerste Wereldoorlog leverde veel schade op: in 1914 werden de kerk en de windmolens opgeblazen door het Belgische leger om te verhinderen dat de Duitsers deze als observatiepost zouden gebruiken. Op 18 oktober 1914 werd Leke bezet om op 16 oktober 1918 weer bevrijd te worden. Leke werd weer opgebouwd, in 1924 volgde de elektrificatie, in 1937 een zuivelfabriek die tot 1958 in productie was, waarna de productie naar Zarren werd verplaatst. Van 28 mei 1940 tot 7 september 1944 was Leke opnieuw door de Duitsers bezet. Het dorp werd bevrijd door de Canadezen.
Leke is sinds 1977 een deelgemeente van de stad Diksmuide.

## Bezienswaardigheden
- Canadaplein en monument ter ere van de Canadese soldaten die Leke bevrijdden in 1944.
- De Sint-Niklaaskerk is een neogotische hallenkerk uit 1855. Ze werd na de Eerste Wereldoorlog hersteld in 1922.
- De Kruiskalsijdemolen was een stenen stellingmolen. Na de Eerste Wereldoorlog bleef nog de romp over.

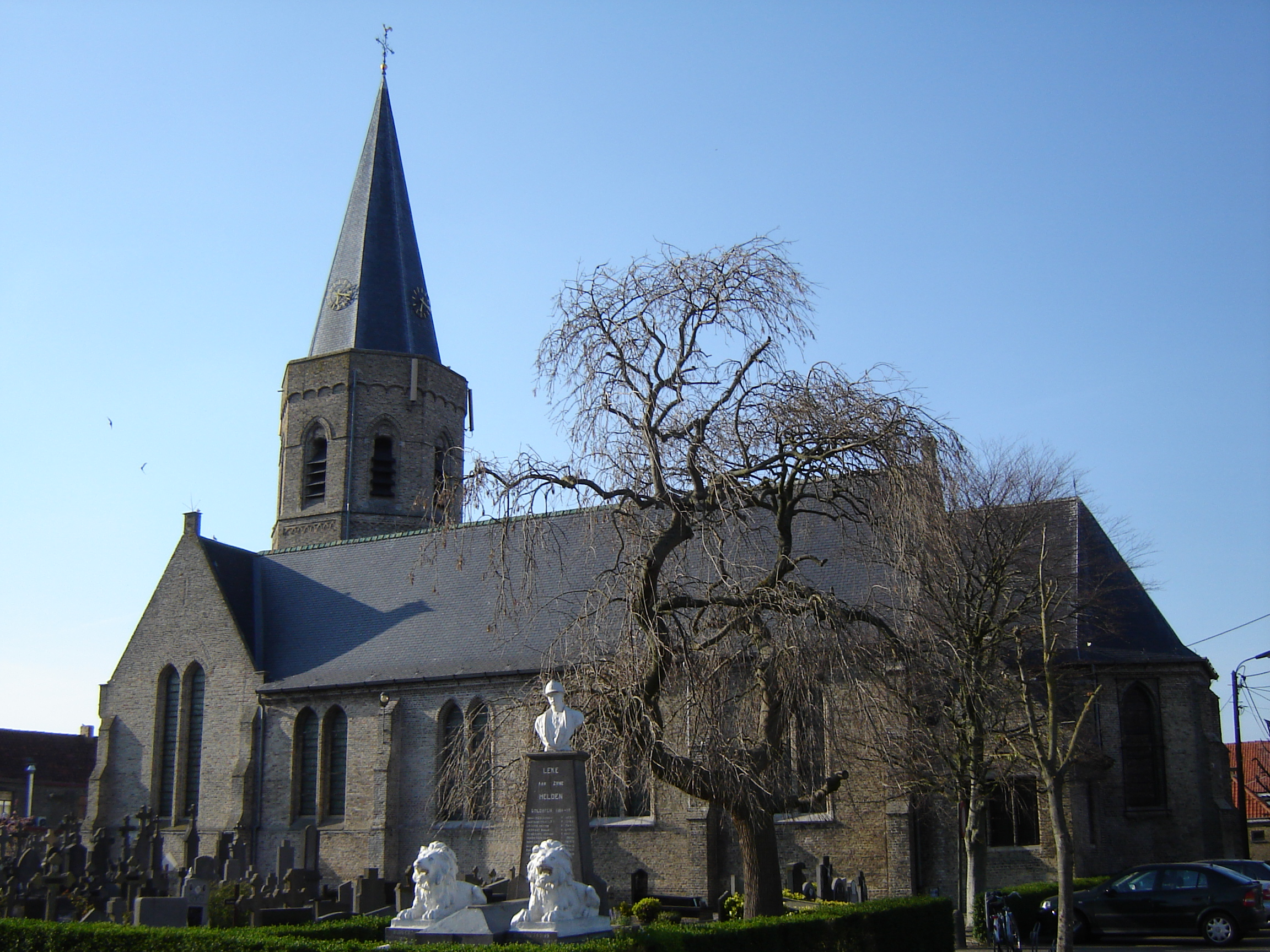
Sint-Niklaaskerk
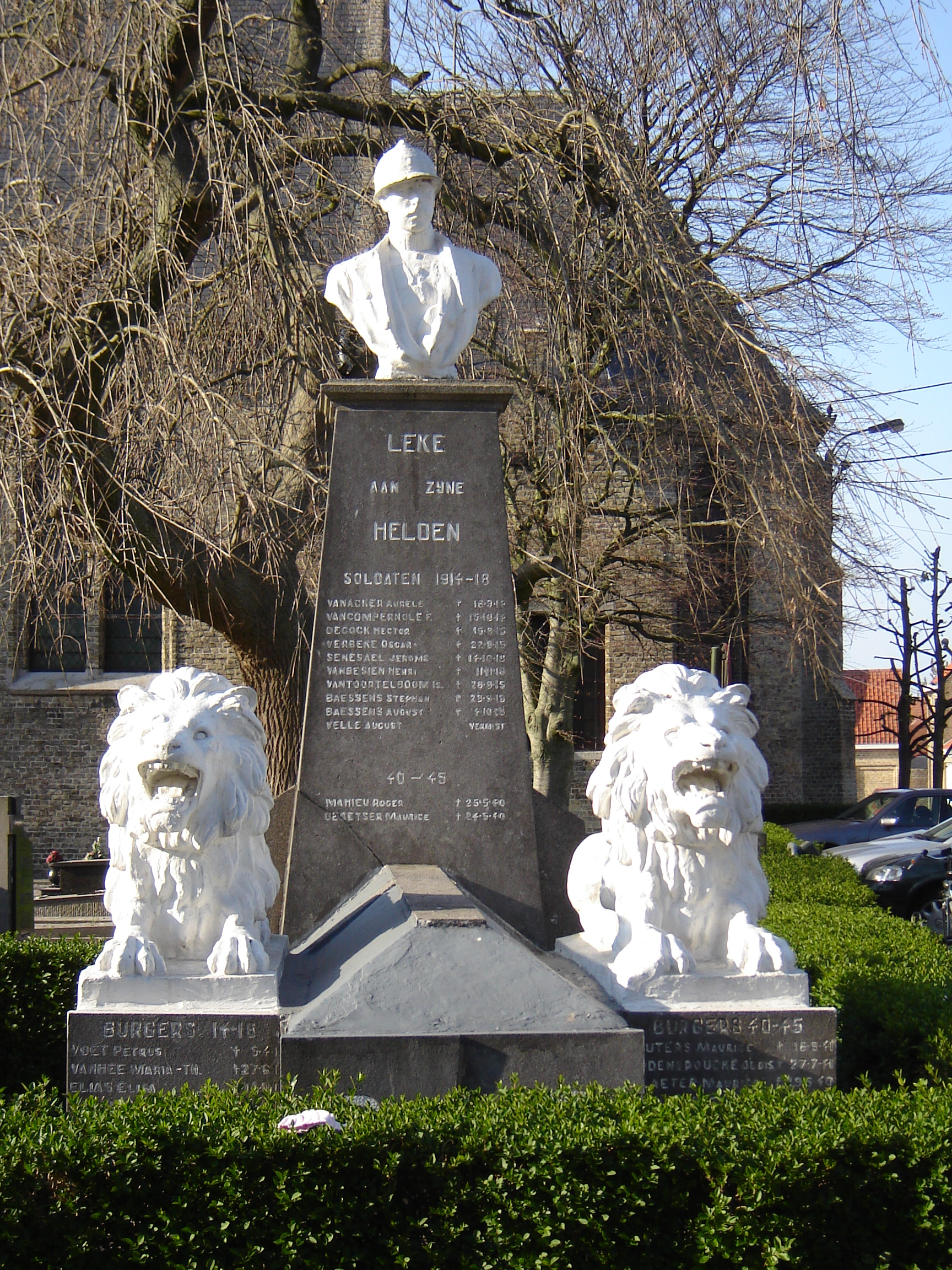
Oorlogsmonument
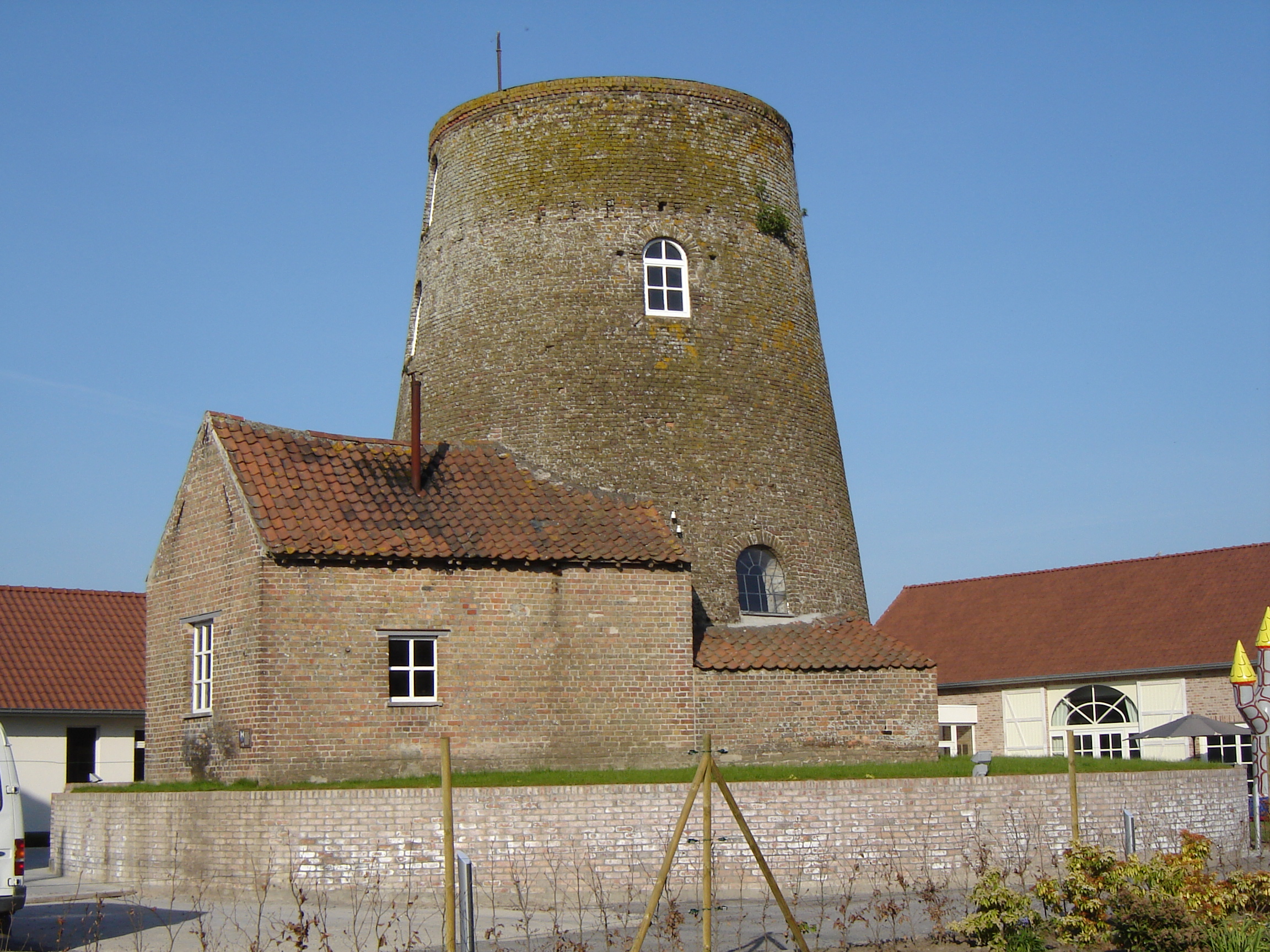
Kruiskalsijdemolen

## Natuur en landschap
Leke ligt op de grens van het West-Vlaams poldergebied en Zandlemig Vlaanderen. De hoogte bedraagt ongeveer 4 meter. Langs Leke loopt de Vijvermolenbeek in noordwestelijke richting naar de Lekevaart. Direct ten westen van Leke loopt de N 369, welke omstreeks 1970 werd aangelegd.

## Politiek
Leke had een eigen gemeentebestuur en burgemeester tot de fusie van 1977.

### Burgemeesters (1800-1919)[bron?]
- 1800-1813: Jean. J. Cauwe
- 1813-1817: Pieter Jacobus Roose
- 1817-1820: Joseph Tornez (meier/maire)
- 1820: Augustinus Pieters (hoofd van het plaatselijk bestuur)
- 1820-1842: Augustus Fernandus Pieters
- 1843-1848: Auguste Desnick
- ?-1850: Pieter Defever
- 1851-1869: Pieter Defever
- 1870-1872: Carolus Ludovicus Laleman
- 1872-1895: Louis Roose
- 1896-1907: Joannes Volcke
- 1907-1908: Henri Germonpré (schepen, dienstdoend burgemeester)
- 1908-1911: Petrus Mattelin
- 1911: Henri Germonpré (schepen, dienstdoend burgemeester)
- 1911-1914: Pamphiel Laleman
- 1915-1917: Henri Germonpré (dienstdoend burgemeester)
- 1919-: August Demyttenaere

### Burgemeesters (1920-1977)[bron?]
- ?-?: August Demyttenaere
- ?-?: Romain Baelde
- 1933-1959: Gentil Hinderyckx
- ?-?: Hendrik Demyttenaere

## Economie

### Zuivelfabriek Jongbloet
In 1937 werd door de gebroeders Emiel en Michel Jongbloet in de Dorpsstraat een zuivelfabriek gebouwd. Het bedrijf werd in 1958 stopgezet en de productie overgebracht naar een zuivelfabriek in Zarren. In 1968 ontstond er een samensmelting van de zuivelfabrieken van Langemark, Pervijze, Klerken, Zarren en Koekelare. De nieuwe maatschappij kreeg de naam Dixmuda-Langemark.

## Demografische evolutie
Bronnen: NIS - Opm. 1831 t/m 1970=volkstellingen, 1976= inwoneraantal op 31 december

## Trivia
Op vrijdag 22 juli 2016 werd door de bewoners het wereldrecord sokken aan een waslijn verbroken. Het record bedraagt 10.997 meter en bestond uit 148.130 sokken. Bron: Birger Ramboer|2019|05|06

## Nabijgelegen kernen
De Mokker, Moere, Zande, Sint-Pieters-Kapelle, Keiem